# Šalvěj rozmarýna
Šalvěj rozmarýna (Salvia rosmarinus), známá též pod staršími názvy rozmarýn lékařský, resp. rozmarýna lékařská (Rosmarinus officinalis), je stálezelená léčivá rostlina z čeledi hluchavkovitých, keřovitého vzrůstu. Pochází ze Středomoří, široce je pěstována pro okrasu a jako koření.
Vzhledem k tomu, že celý rod rozmarýn byl molekulárními výzkumy vřazen do rodu šalvěj (Salvia), bylo nutno v tomto smyslu změnit i zažitý název rostliny. Druhové jméno rosmarinus pochází z latiny a znamená „mořská rosa“.

## Popis

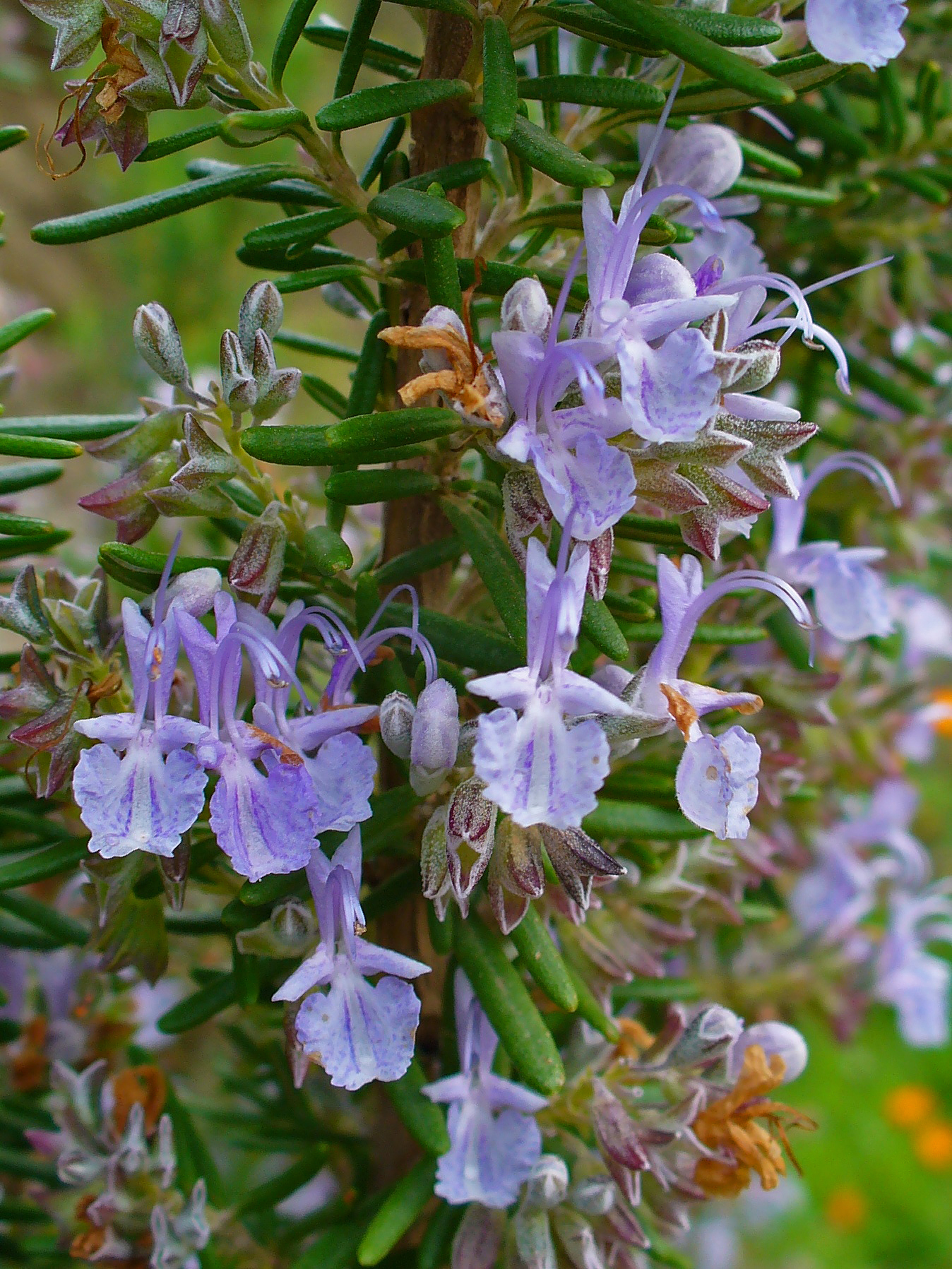
Květy rozmarýnu

Rozmarýna je stálezelený, až 2 m vysoký, výrazně vonící keř. Stonky jsou husté, větvené, ve spodní části dřevnatějící, se šedavou kůrou. Listy jsou úzké, vstřícné přisedlé, aromatické, svrchu tmavé a lesklé, vespod šedavé.
Kvete v pozdním jaru a raném létě drobnými bílými či nachovými až modrými kvítky. Květenství se tvoří v úžlabí horních listů, složena jsou z 5 až 10 květů. Kalich je zvonkovitý, dvoupyský. Plodem jsou hnědavé tvrdky.

## Stanoviště
V původním areálu rozšíření roste v suchých místech v blízkosti mořského pobřeží, často v nižších křovinách typu garrigue. Nesnáší těžké půdy.

## Oblast rozšíření
Původní oblast rozšíření zahrnuje Středomoří. Pěstuje se také v Anglii, USA, Mexiku a téměř po celé střední a východní Evropě, zde ale nezplaňuje, neboť nepřežije tuhé zimy a musí přezimovat ve skleníku. Lze jej pěstovat i doma na slunném místě, v zimě za oknem a v létě na balkoně či terase, nedoroste však do výšky dvou metrů.
Dováží se z bývalých zemí Jugoslávie, z Itálie, Španělska, Francie, Albánie.

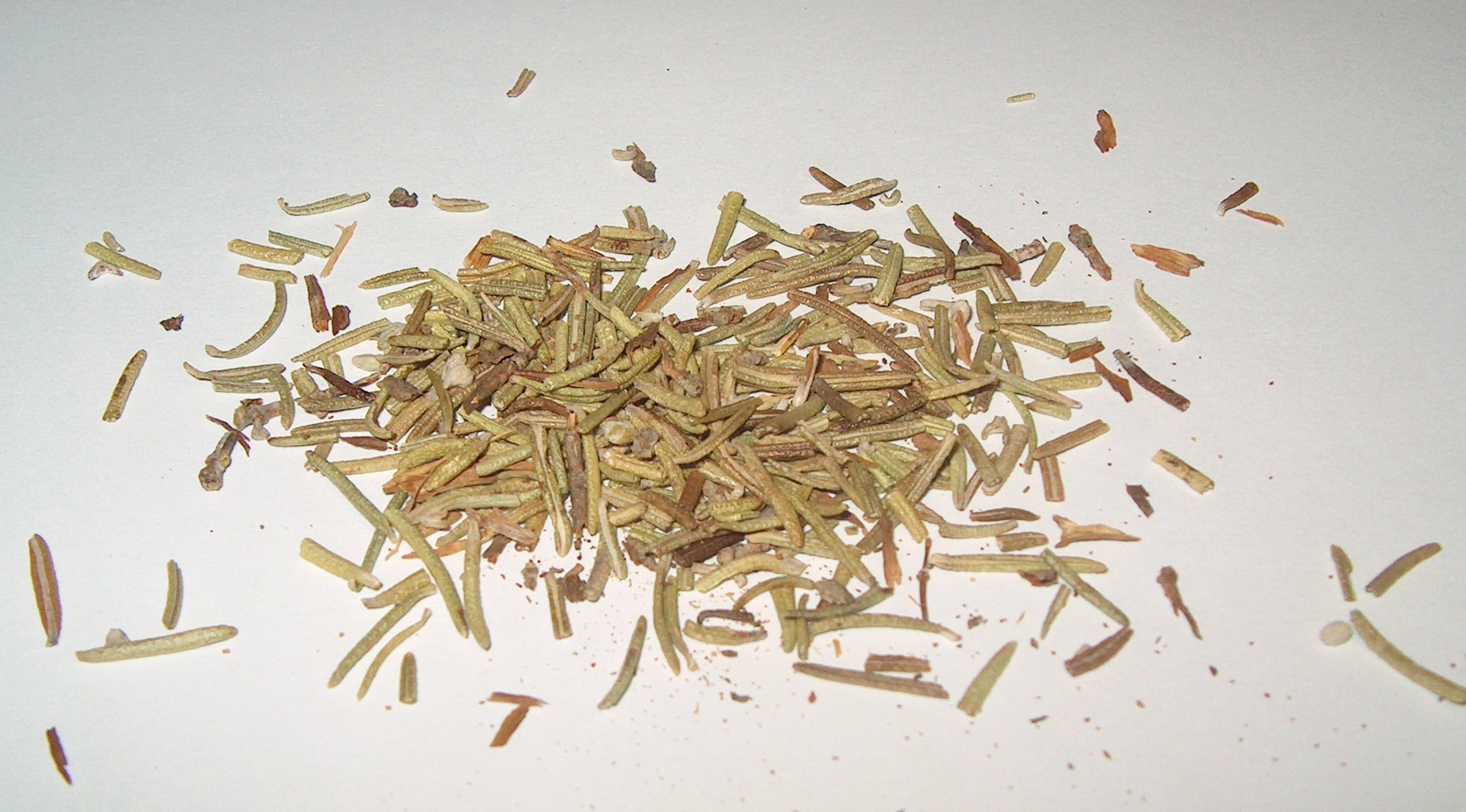
Rozmarýna jako koření

## Použití

### Gastronomie
Jako koření se užívají listy jehličkovitého vzhledu, sušené i čerstvé, celé i drcené či jemně mleté. Pomáhá lepšímu trávení, vylučování žluči a moči, proti nadýmání, při nízkém krevním tlaku. Je třeba opatrnosti, může ve velkém množství škodit zdraví. Používá se buď samotný, nebo jako součást provensálského koření. Dodává jídlům trpce kořeněnou chuť, vůní se podobá kadidlu. Užívá se při přípravě skopové a jehněčí pečeně, telecího masa, drůbeže, vařených ryb a rajských omáček.

### Jiné
V mnoha zemích světa se používá k destilaci silice užívané do šamponů, mýdel či kolínské. Mnohde se vkládá do šatníků jako ochrana proti molům. V lidovém léčitelství je známý jako mořská rosa a byl symbolem lásky a smrti. Používal se i jako ochrana proti černé magii - položen pod lůžko měl chránit spícího před vším zlým.

## Obsahové látky
Obsahuje 1 až 2 % silice (verbenon, borneol, cineol, kafr, limonen aj.), flavonoidy (luteolin, apigenin, diosmetin aj.), diterpenové hořčiny (pikrosalvin, rosmanol, rosmadial aj.), kyselinu ursulovou, oleanovou, kávovou, chlorogenovou a rozmarýnovou, třísloviny (až 8 %) a další látky.